# Hřebec
Hřebec (tyska:Schindelhengst) är en kulle i Tjeckien.   Den ligger i regionen Ústí nad Labem, i den norra delen av landet, 80 km norr om huvudstaden Prag. Toppen på Schindelhengst är 656 meter över havet, eller 72 meter över den omgivande terrängen. Bredden vid basen är 0,57 km.
Terrängen runt Hřebec är kuperad åt sydost, men åt nordväst är den platt. Runt Hřebec är det tätbefolkat, med 459 invånare per kvadratkilometer. Närmaste större samhälle är Česká Lípa, 16,8 km söder om Hřebec. I omgivningarna runt Schindelhengst växer i huvudsak blandskog.